# Tropidopola cylindrica
Tropidopola cylindrica är en insektsart som först beskrevs av Karl J. Marschall 1836.  Tropidopola cylindrica ingår i släktet Tropidopola och familjen gräshoppor.

## Underarter
Arten delas in i följande underarter:
- T. c. obtusa
- T. c. cylindrica
- T. c. iranica
- T. c. acuticerca